# Portable Batch System
Portable Batch System（缩写PBS）是一个在UNIX和类UNIX操作系统中用于作业调度的计算机系统软件，最初由NASA的工程师在1991年开发。1998年，其开源版本：OpenPBS公布。